# Takanawa
 (février 2024).
Si vous disposez d'ouvrages ou d'articles de référence ou si vous connaissez des sites web de qualité traitant du thème abordé ici, merci de compléter l'article en donnant les références utiles à sa vérifiabilité et en les liant à la section « Notes et références ».
Takanawa (高輪) est un quartier de Tokyo situé dans l'arrondissement de Minato (Japon).

## Sites
- Le temple Sengaku-ji
- le temple Zen Tōzen-ji
- le musée du mémorial d'Hatakeyama
- le temple Shinto Maruyama Jinja,
- le mur de pierre du bord de mer de Takanawa

## Métro
- Takanawadai (Toei Asakusa)